# Roswitha Riess
Roswitha Riess (* 4. Februar 1937 in Mariabrunn (Eriskirch)) ist eine deutsche Politikerin (CSU).
Riess besuchte die Oberschule und studierte Erziehungswissenschaften an der PH in Weingarten. Sie absolvierte 1958 die 1. und 1962 die 2. Lehramtsprüfung.
Später siedelte Riess nach Bayern über, wo sie 1965 Mitglied der CSU wurde. Sie war zunächst Gemeinderätin in Haar und danach Kreisrätin im Landkreis München. Von 1990 bis 2003 war sie Mitglied des Bayerischen Landtags. In allen drei Wahlperioden gewann sie das Direktmandat im Stimmkreis München-Land-Nord. Von 1994 bis 1998 war sie zudem stellvertretende Vorsitzende der CSU-Fraktion im Landtag. Von 1998 bis 2003 war sie 2. Vizepräsidentin des Parlaments.
Ihre Mutter, Elisabeth Steib (1901–2010), war die fünftälteste Frau Deutschlands.